# Башмаки рыбака
«Башмаки рыбака» (англ. The Shoes of the Fisherman) — фильм 1968 года, основанный на одноимённом романе 1963 года австралийского писателя Морриса Уэста.
Книга достигла первой позиции в списке бестселлеров New York Times для взрослой беллетристики 30 июня 1963 года и стала самым продаваемым романом в Соединённых Штатах Америки в этом году, согласно Publishers Weekly.
Алекс Норт был номинирован на премию «Оскар» за лучшую музыку к фильму, а Джордж Дэвис и Эдвард Карфаньо были номинированы на лучшую работу художника-постановщика.

## Сюжет
В начале фильма, снятого в разгар «холодной войны», главного героя, Кирилла Павловича Лакоту, Верховного митрополита Львовского, после 20-летнего пребывания в сибирском трудовом лагере неожиданно освобождают. Делает это его бывший тюремщик, а ныне — Генеральный секретарь ЦК КПСС Пётр Ильич Каменев (в фильме его время от времени называют «премьер-министром»).
Кирилл Лакота отправляется в Рим, где престарелый папа Пий XIII (вымышленный персонаж) возводит его в сан кардинала Церкви святого Афанасия. Кирилл пытается отказаться, но позднее смиренно принимает новый чин.
После внезапной кончины понтифика созывается конклав для выборов нового папы. В конклаве на правах выборщика участвует и кардинал Лакота. В течение периода «вакантного престола» наиболее вероятными кандидатами на нового папу представляются кардинал Леоне и кардинал Ринальди. После семи безуспешных голосований кардинал Ринальди, в качестве компромиссной, предлагает кандидатуру Лакоты. Кирилл пытается возражать, но его кандидатура вызывает шумное одобрение других кардиналов, впечатлённых рассказами бывшего заключённого ГУЛАГа о годах, проведенных в Сибири, о борьбе с гонениями, рассуждениями Лакоты о вере и Боге, его высокими идеалами и глубоким гуманизмом. На следующем заседании конклава кардинала Лакоту единодушно избирают новым папой. Он принимает результаты голосования и оставляет имя, данное ему при крещении, — теперь у Папы славянское имя Кирилл.
Тем временем в Китае нарастает массовое недовольство голодом, явившееся следствием торговых ограничений США против КНР. Отношения между Китаем и СССР резко ухудшаются. Мир приближается к пропасти термоядерной войны.
Вечером после избрания Папой Кирилл, сопровождаемый своим помощником Джелазио, незаметно покидает священные чертоги Ватикана и, никем не узнанный, отправляется на прогулку по Риму с целью ознакомления с жизнью города, епископом которого он теперь является. Во время прогулки он общается с простыми людьми и получает бесценный опыт.
Какое-то время спустя Папа посещает Советский Союз и проводит встречу с генсеком Каменевым и председателем КНР Пенгом, в ходе которой стороны пытаются предотвратить надвигающийся кризис.
Вторая сюжетная линия романа и кинофильма — отношения Папы с отцом Телемондом, теологом и учёным, который страдает от тяжёлого хронического заболевания. Они становятся близкими друзьями. К своему глубокому сожалению, Папа вынужден позволить Священной Канцелярии цензуру еретических рукописей Телемонда. Потрясение от разбирательств в комиссии Священной Канцелярии резко ухудшает состояние отца Телемонда и приводит его к смерти. Папа тяжело переживает потерю.
Во время церемонии папской коронации Кирилл, в качестве жеста гуманности, снимает свою тиару и, обращаясь к собравшимся на площади Святого Петра, произносит проникновенные слова: «Я стою перед вами с непокрытой головой, ибо я слуга ваш. У меня сейчас достаточно власти, чтобы сдвинуть горы, но без милосердия я ничто». Толпа с ликованием встречает обещание Кирилла отказаться от всех церковных ценностей (земель, строений и произведений искусства) в пользу голодающих. Папа также призывает богатых делиться с нуждающимися.

## В ролях
| Актёр            | Роль                   |
| ---------------- | ---------------------- |
| Энтони Куинн     | Кирилл Лакота          |
| Лоренс Оливье    | Пётр Ильич Каменев     |
| Оскар Вернер     | Отец Дэвид Телемонд    |
| Дэвид Янссен     | Джордж Фабер           |
| Витторио Де Сика | Кардинал Ринальди      |
| Лео Маккерн      | Кардинал Леоне         |
| Джон Гилгуд      | Пий XIII, папа римский |
| Фрэнк Финлей     | Игорь Бунин            |
| Пол Роджерс      | Августинец             |
| Джордж Правда    | Горшенин               |
| Клайв Ревилл     | товарищ Вукович        |

## Производство
Фильм был первоначально проектом британского режиссёра Энтони Асквита, но он заболел и был заменен Майклом Андерсоном (Асквит умер в год выхода ленты на экраны).

## Награды
Фильм был номинирован на две премии «Оскар» за лучшую музыку к фильму и за лучшую работу художника-постановщика (Джордж Дэвис, Эдвард Карфагно).

## Реальные мировые события
На создание образа Кирилла Лакоты Морриса Уэста вдохновила история жизни Верховного предстоятеля Украинской грекокатолической церкви Иосифа Слипого (1892—1984). Иосиф Слипый провёл 18 лет в сибирских лагерях и, благодаря вмешательству Папы римского и президента США Джона Кеннеди, был освобождён в 1963 году (год публикации романа М. Уэста). Вскоре после освобождения Иосиф Слипый прибыл в Рим для участия во Втором Ватиканском соборе.
Папа римский Иоанн XXIII умер в день, когда роман был опубликован, 3 июня 1963.
Через десять лет после выпуска фильма, 16 октября 1978 года, славянский кардинал из социалистической страны, кардинал Кароль Юзеф Войтыла из Польши, был избран папой римским Иоанном Павлом II.